# Sheridan Lake (Colorado)
Sheridan Lake és una població dels Estats Units a l'estat de Colorado. Segons el cens del 2000 tenia 66 habitants.

## Demografia
Segons el cens del 2000, Sheridan Lake tenia 66 habitants, 27 habitatges, i 16 famílies. La densitat de població era de 79,6 habitants per km².
Dels 27 habitatges en un 25,9% hi vivien nens de menys de 18 anys, en un 48,1% hi vivien parelles casades, en un 3,7% dones solteres, i en un 40,7% no eren unitats familiars. En el 37% dels habitatges hi vivien persones soles el 18,5% de les quals corresponia a persones de 65 anys o més que vivien soles. El nombre mitjà de persones vivint en cada habitatge era de 2,44 i el nombre mitjà de persones que vivien en cada família era de 3,31.
Per edats la població es repartia de la següent manera: un 31,8% tenia menys de 18 anys, un 6,1% entre 18 i 24, un 31,8% entre 25 i 44, un 21,2% de 45 a 60 i un 9,1% 65 anys o més.
L'edat mediana era de 30 anys. Per cada 100 dones de 18 o més anys hi havia 114,3 homes.
La renda mediana per habitatge era de 23.750 $ i la renda mediana per família de 21.500 $. Els homes tenien una renda mediana de 20.313 $ mentre que les dones 8.750 $. La renda per capita de la població era de 9.981 $. Cap de les famílies i el 3,4% de la població estaven per davall del llindar de pobresa.

## Poblacions més properes
El següent diagrama mostra les poblacions més properes.